# Pep Biel
Pep Biel (* 5. September 1996 in Sant Joan, Mallorca; voller Name Pep Biel Mas Jaume) ist ein spanischer Fußballspieler, der als offensiver Mittelfeldspieler oder Flügelspieler spielt und beim griechischen Verein Olympiakos Piräus unter Vertrag steht.

## Leben
Pep Biel erlernte das Fußballspielen beim CE Constància, für den er im Alter von 16 Jahren am 16. Dezember 2012 sein Debüt in der ersten Mannschaft gab, als er in der zweiten Halbzeit bei einer 0:1-Heimniederlage in der Segunda División B gegen CE L'Hospitalet eingewechselt wurde.
2013 wechselte Pep Biel zu Rayo Vallecano und kehrte in die Jugendmannschaft zurück. Nachdem er im Juli 2015 seine Ausbildung beendet hatte und nur selten für die B-Mannschaft aufgelaufen war, wechselte er zu CD Llosetense, ebenfalls in die dritte Liga.
Am 14. Juni 2016 unterschrieb Pep Biel bei einem anderen Reserveteam, RCD Mallorca B in der dritten Liga. Am 17. August wurde er jedoch für die Saison an den Tercera-División-Klub AD Almudévar ausgeliehen.
Am 12. Juli 2017 stimmte Pep Biel einem Zweijahresvertrag mit Real Saragossa zu und wurde der Reserve der Tercera Federación zugeteilt. Am 19. Januar 2018 gab er sein Profidebüt und wurde Alberto Zapater bei einer 1:2-Auswärtsniederlage gegen den FC Granada in der Segunda División eingewechselt.
Am 21. Mai 2018 verlängerte Pep Biel seinen Vertrag bis 2022 und stieg vor der Saison 2018/19 in die erste Mannschaft auf. Sein erstes Profitor erzielte er am 12. November und erzielte den zweiten Treffer seiner Mannschaft bei einer 3:1-Auswärtsniederlage gegen Gimnàstic de Tarragona.
Pep Biel, der unter dem neuen Trainer Víctor Fernández regelmäßig in der Startelf stand, erzielte am 8. April 2019 beim 3:3-Unentschieden gegen den FC Cádiz einen Doppelpack. Er beendete die Saison mit sechs Toren in 21 Einsätzen und verhinderte damit den Abstieg seiner Mannschaft.
Am 1. August 2019 gab der dänische Superliga-Klub FC Kopenhagen bekannt, dass er mit Zaragoza eine Ablösesumme vereinbart habe und dass Pep Biel sich in Dänemark einer medizinischen Untersuchung unterziehen werde, mit der Absicht eines sofortigen Transfers.  Am 3. August 2019 unterzeichnete er einen Fünfjahresvertrag mit dem Verein.
Pep Biel gab sein Debüt im Ausland am 3. August 2019 und ersetzte Viktor Fischer bei einer 2:1-Auswärtsniederlage gegen SønderjyskE.
Am 27. Februar 2020 erzielte Pep Biel in den letzten Minuten ein Tor, besiegte den schottischen Meister Celtic Glasgow und verhalf dem Verein zum Einzug ins Achtelfinale der Europa League.
Am 8. August 2021 erzielte Pep Biel das vierte Tor beim 4:2-Derbysieg gegen Brøndby. Am 7. September 2021 wurde Pep Biel zum Superliga-Spieler des Monats August 2021 ernannt, nachdem er in fünf Spielen fünf Tore geschossen und zwei Vorlagen gegeben hatte. Am 22. Mai 2022 gewann er mit dem Verein die dänische Superliga in der Saison 2021/22, den ersten Titel in seiner Karriere, und er wurde 2021/22 auch zum Kopenhagener Spieler der Saison gewählt.
Pep Biel startete stark in die Saison 2022/23 und erzielte in vier Ligaspielen vier Tore, darunter einen Hattrick gegen den Rivalen Brøndby IF am 7. August 2022; der erste Hattrick, der jemals in einem Kopenhagener Derby erzielt wurde.
Im September 2022 wechselte Pep Biel für sechs Millionen Euro zu Olympiakos Piräus.
Am 1. Februar 2024 wechselte Pep Biel für den Rest der Saison auf Leihbasis zum deutschen Bundesligaverein FC Augsburg. Für die Fuggerstädter bestritt er elf Partien, blieb dabei jedoch torlos und kam lediglich als Einwechselspieler zum Einsatz. Da der FCA die Kaufoption nicht zog, kehrte er im Juli 2024 nach Piräus zurück. 